# Lasiurus villosissimus
Lasiurus villossissimus és una espècie de ratpenat de la família dels vespertiliònids. Viu a l'Argentina, Bolívia, el Brasil, el Paraguai, el Perú i l'Uruguai. Té una llargada de cap a gropa de 119-135 mm, la cua de 44-65 mm i un pes de 12-25 g. El seu nom específic, villosissimus, significa ‘pilosíssim’ en llatí. Fins al 2015 fou classificat com a subespècie del ratpenat groc cendrós (L. cinereus).